# James Dewar (musicien)
Pour les articles homonymes, voir James Dewar.
James Dewar (12 octobre 1942 – 16 mai 2002) est un musicien écossais, qui fut bassiste et chanteur de Robin Trower et Stone the Crows, ce dernier ayant fait ses débuts en tant que groupe résident du Burns Howff à Glasgow.

## Biographie
James Dewar a commencé sa carrière avec la chanteuse Lulu et le groupe The Luvvers au début des années 1960. Sa carrière atteint son zénith en 1974 avec le Robin Trower Band, un power trio de rock britannique, à la sortie de l'album Bridge of Sighs.
Dewar se distingue comme un vocaliste de blue eyed soul, jouant dans des salles et des stades à guichets fermés, à l'heure de gloire du rock classique des années 1970. L'Écossais possédait une voix riche et puissante, avec un beau timbre, et a été considéré par les critiques comme l'un des chanteurs de rock les plus sous-estimés[réf. nécessaire]. Sa voix était profonde, rocailleuse, et résonnante : son style montre l'influence de Ray Charles et Otis Redding. Comme Paul Rodgers et Frankie Miller, sa voix est ancrée dans la musique soul et le blues.
Dans les années 1970, Dewar a enregistré son album solo, Stumbledown Romancer, à l'apogée de sa carrière, mais il n'a été publié que deux décennies plus tard. Il a collaboré principalement avec l'organiste de Procol Harum, Matthew Fisher, sur cet album dont le titre d'ouverture évoque une histoire malchanceuse.
« … Stumbledown Romancer
I never made the grade
Never on the dance-floor when the music played
Always moving on when I should have stayed… »
James Dewar est mort en mai 2002 au Dykebar Hospital de Paisley, en Écosse, d'un accident vasculaire cérébral après des années d'incapacité résultant d'une maladie rare, la CADASIL (en français, artériopathie cérébrale autosomique dominante avec infarctus sous-corticaux et leucoencéphalopathie), qui a provoqué une série d'accidents vasculaires cérébraux. Ses funérailles eurent lieu au crématorium Paisley de Woodside.

## Discographie

### With Stone the Crows

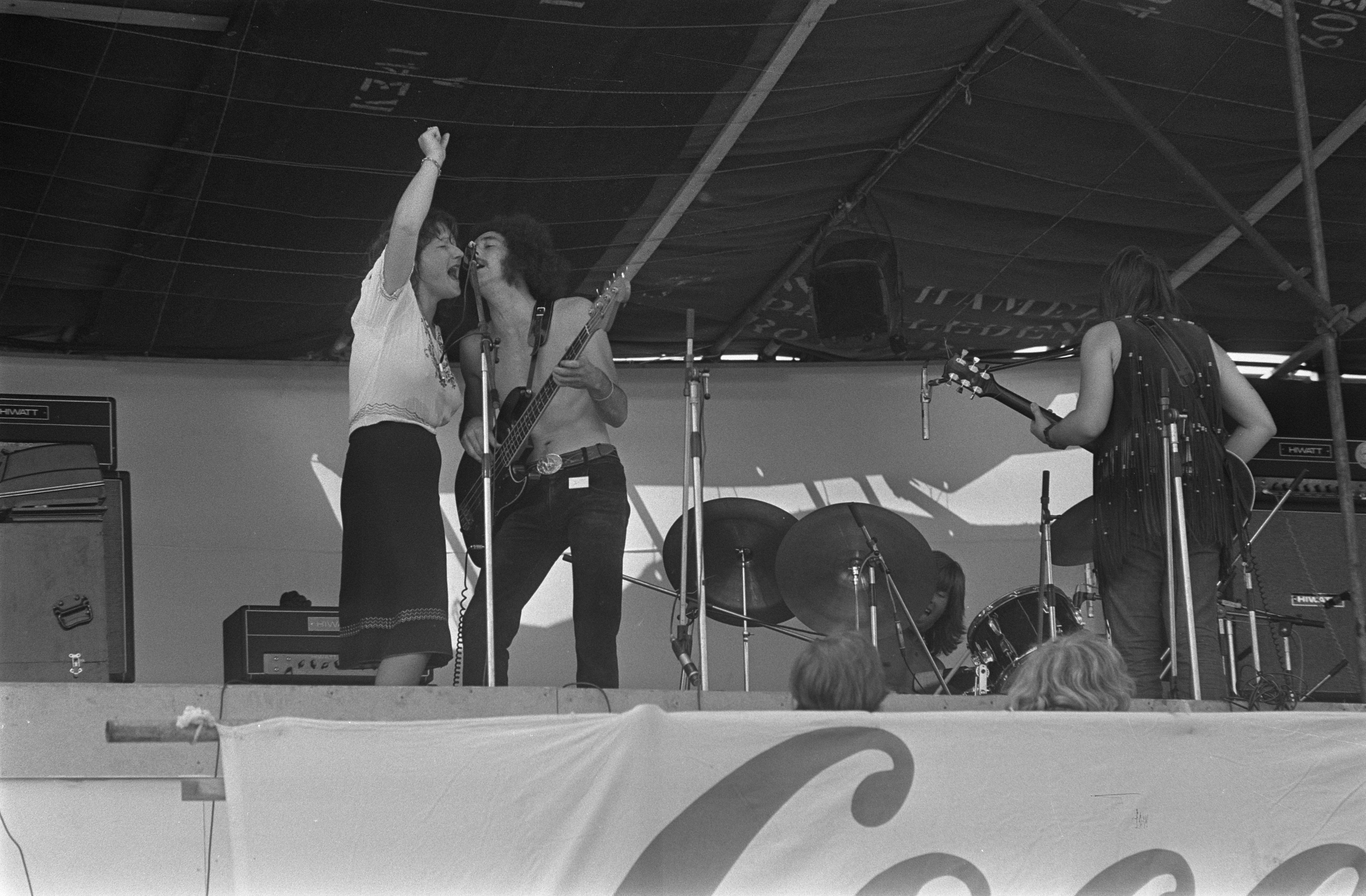
Dewar & Stone the Crows (1970).

à la basse :
- Stone the Crows (1970)
- Ode to John Law (1970)

### Avec The Robin Trower Band
en tant que chanteur et bassiste (sauf mention contraire) :
- 1973  Twice Removed from Yesterday
- 1974  Bridge of Sighs - Certified Gold by RIAA[3]
- 1975  For Earth Below - Certified Gold by RIAA
- 1976  Robin Trower Live
- 1976  Long Misty Days  Certified Gold by RIAA
- 1977  In City Dreams (as lead singer only) - Certified Gold by RIAA
- 1978  Caravan to Midnight
- 1979  Victims of the Fury
- 1983  Back It Up

### Solo
- 1998 Stumbledown Romancer